# Twinforksella tura
Twinforksella tura är en kvalsterart som beskrevs av Cook 1992. Twinforksella tura ingår i släktet Twinforksella och familjen Pionidae. Inga underarter finns listade i Catalogue of Life.